# Середня школа Вікторіанського коледжу мистецтв
Старша школа Вікторіанського коледжу мистецтв (VCASS) — державна школа мистецтв у Мельбурні, Вікторія, Австралія. У 2010 році тут навчалось 340 учнів.
Тут здобувають освіту музиканти й танцівники..